# Crabro lapponicus
Crabro lapponicus är en stekelart som beskrevs av Zetterstedt 1838. Crabro lapponicus ingår i släktet Crabro, och familjen Crabronidae. Enligt den finländska rödlistan är arten nära hotad i Finland. Arten är reproducerande i Sverige. Artens livsmiljö är åsmoskogar.